# José García (futbolista uruguayo)
José García Corbo (Montevideo, 21 de febrero de 1926-8 de enero de 2011) fue un futbolista uruguayo que jugaba en la posición de centrocampista.

## Trayectoria
Después de debutar en su país con Defensor entre 1944 y 1949, viaja a Italia donde juega con el Bologna, equipo con el que milita durante seis temporadas, todas en la Serie A. Termina su experiencia italiana con una temporada en el Atalanta.

## Selección nacional
Jugó 21 partidos con la selección uruguaya de 1945 a 1948. Debuta el 24 de enero de 1945 (Uruguay-Ecuador 5-1). Formó parte del equipo charrúa que participó en el Campeonato Sudamericano 1945.

### Participaciones enCopa América
| Copa                         | Sede      | Resultado | Partidos | Goles |
| ---------------------------- | --------- | --------- | -------- | ----- |
| Campeonato Sudamericano 1945 | Chile     | 4° lugar  | 6        | 2     |
| Campeonato Sudamericano 1946 | Argentina | 4° lugar  | 4        | 1     |
| Campeonato Sudamericano 1947 | Ecuador   | 3° lugar  | 7        | 0     |